# 미야이치 쓰요시
미야이치 쓰요시(일본어: 宮市 剛, 1995년 6월 1일 ~ )는 일본의 축구 선수이다.

## 구단 경력
그는 2014년부터 J리그의 쇼난 벨마레, 미토 홀리호크, 가이나레 돗토리, 이와테 그루자 모리오카에서 뛰었다.